# Holtenau (Schiff, 1882)
Die Holtenau war ein deutscher Schraubendampfer. Er stieß am 14. September 1900 im Ärmelkanal in der Nähe der Insel Wight mit einem unbekannten Segelschiff zusammen, das sofort mit seiner gesamten Besatzung sank. Vermutlich handelte es sich um die Schonerbark Rose Hill aus Exeter.

## Unfallhergang
Die Holtenau verließ am 12. September 1900 Hamburg mit einer Ladung Stückgüter für Manchester. Sie stand unter dem Kommando von Kapitän Fritz Jochen Ivens, geb. am 27. November 1852 in Möltenort, Befähigungszeugnis zum Schiffer auf europäischer Fahrt seit dem 3. November 1879. Am 14. September gegen 21.40 Uhr befand sie sich gut sieben Seemeilen von St. Catherine Point entfernt. Das Schiff machte mit Hilfe der gesetzten Gaffelsegel gut 9 kn Fahrt. 
Die Wache hatte zu diesem Zeitpunkt der zweite Steuermann Carl Ludwig Alexander Burmeister, geb. 14. Februar 1876 in Teterow. Auf dem Ausguck befand sich der Matrose Henning, der seine erste Reise als Vollmatrose machte. Die Sichtverhältnisse waren gut (so genannte feuersichtige Nacht). Am Ruder stand der Leichtmatrose Strötzel, der allerdings ein Jahr lang an Land gearbeitet hatte.
Um 23:00 Uhr sichtete Burmeister einen Strich Steuerbord voraus in eine geschätzten Entfernung von einer dreiviertel bis einer Seemeile das rote Licht eines Segelschiffs und gab sofort das Kommando „Backbord“ an den Rudergänger Strötzel. Dieser missverstand das Kommando und legte das Ruder Steuerbord. Als Burmeister dies bemerkte, sprang er ins Ruderhaus und versuchte zusammen mit dem Ausguckmann Henning das Ruder wieder herumzulegen, doch befand sich die Holtenau bereits auf dem neuen Kurs und rammte den Dreimastgaffelschoner vermutlich um 23:15 Uhr Backbord mittschiffs. Aus dem Schiff war noch ein Schrei zu hören, es sank offenbar unmittelbar nach dem Zusammenstoß.
Kapitän Ivens und der erste Steuermann, die durch den Zusammenstoß geweckt worden waren, eilten sofort an Deck, der Kapitän auf die Brücke, der Steuermann nach vorn. Der erste Versuch, an die vermeintliche Unfallstelle zurückzukehren, scheiterte am Seegang und dem Umstand, dass auch die Holtenau leck geworden war und Wasser in die Piek und ins Mannschaftslogis eindrang. Erst nach provisorischen Abdichtungsmaßnahmen steuerte Ivens den Dampfer zurück zum angenommenen Kollisionsort und kreuzte dort bis zum Tagesanbruch, doch wurden weder Schiffbrüchige, noch Leichen oder Wrackteile entdeckt.

## Der gesunkene Segler
Alle Bemühungen des Seeamts Hamburg, etwas über das gesunkene Schiff in Erfahrung zu bringen, scheiterten. 
Allerdings bestand der Verdacht, dass es sich dabei um die eiserne Schonerbark Rose Hill handelte. Diese hatte den Hafen von Feignmouth in Devonshire am 13. September 1900, also einen Tag vor dem Unfall, mit dem Ziel Antwerpen verlassen und war seitdem verschollen. Nach einer britischen Strandamtsanzeige, die dem Seeamt in Abschrift vorlag, ging die britische Behörde davon aus, dass das Schiff am 15. September 1900 oder danach untergegangen sei. Namen von Besatzungsangehörigen oder auch nur die Zahl der Besatzungsmitglieder lagen dem Seeamt Hamburg offenbar nicht vor, auch keine Angaben zum Schiff. 
Dafür, dass es sich bei dem gerammten Schiff tatsächlich um die Rose Hill handelte, sprach ein Rettungsring mit der Aufschrift „Rose Hill of Exeter“, der am 23. September 1900, also neun Tage nach dem Zusammenstoß, gut acht Seemeilen von St. Catharine entfernt treibend aufgefunden wurde.

## Die Entscheidungen des Seeamts und des Kaiserlichen Ober-Seeamts
Das Seeamt Hamburg kam zu dem Schluss, dass der Hauptunfallgrund in dem falschen Rudermanöver des Rudergängers lag. Wie dies zustande gekommen war, konnte aufgrund der verschiedenen Zeugenaussagen nicht geklärt werden. 
Schwere Vorwürfe wurden gegen den zweiten Steuermann Burmeister erhoben, allerdings auch konstatiert, dass dessen Wache besser vom Kapitän selbst gehalten worden wäre, bis um Mitternacht der erfahrene erste Steuermann die Ablösung hätte übernehmen können. Zwar hatte die Holtenau die gefährlichen Engpässe des Kanals bereits passiert, doch das Seeamt hielt den Kanal generell und insbesondere in der Nacht für sehr gefährlich, so dass die Schiffsführung nicht einem so unerfahrenen Offizier hätte überlassen werden dürfen. 
Vor allem wurde Burmeister vorgeworfen, die Holtenau nicht sofort gestoppt, sondern mit voller Kraft weiterlaufen zu lassen haben. Burmeister begründete dies damit, dass er nicht das vor dem Steven hängende Schiff wegsacken lassen wollte. Dieses Argument wurde vom Seeamt auch teilweise nachvollzogen, es hielt aber das sofortige Stoppen für unbedingt notwendig und vermutete, dass der Segler durch die volle Fahrt zum Kentern gebracht worden sei.
Dass Seeamt Hamburg entschied am 24. Oktober 1900, sowohl Burmeister als auch Ivens die Patente zu entziehen. Burmeister legte dagegen vor dem Kaiserlichen Oberseeamt in Berlin keinen Widerspruch ein, Ivens hingegen schon.
Tatsächlich machte das Oberseeamt in Berlin am 20. März 1901 die Hamburger Entscheidung mit der Begründung wieder rückgängig, dass Ivens angesichts der Lage nicht anders handeln konnte, da ein Anlaufen der Unfallstelle mit einem Leck gegen die aufkommende See zu riskant war. Auch wurde ihm zugutegehalten, dass er in seiner 14-jährigen Dienstzeit als Schiffer noch nie einen Seeunfall erlitten hatte.